# Гаиб Туама Фарман

Фарма́н, Га́иб Туама́ (1927, Багдад — 1990, Москва) — иракский писатель, классик современной арабской прозы, переводчик.

## Биография
Родился в Багдаде в бедной семье. Из-за близорукости не был принят в багдадскую Высшую коллегию обучения преподавателей, которую окончили многие ведущие иракские писатели и поэты. В 1947—1951 годах получал образование в Египте, в колледже искусств Каирского университета, но был вынужден возвратиться в Багдад из-за финансовых обстоятельств и слабого здоровья. Там он учился в колледже искусств Багдадского университета, который окончил в 1955 году. Работал в нескольких газетах и издательствах в Ираке и Египте.
Первый сборник рассказов опубликован в 1954 году. Дружил с известными литераторами-современниками, такими как Фуад аль-Такарли и Абд аль-Ваххаб Баяти. Выделяется среди других иракских писателей как романист, больше всего способствовавший продвижению иракского романа в течение XX века — как художественным развитием жанра, так и полнотой раскрытия социально-политической жизни Ирака 1940-х — 1970-х годов.
После многих рискованных конфликтов с государством и цензурой, в 1957 году Фарман был временно лишён гражданства. В 1960 году уехал в Москву, где прожил остаток своей жизни, работая в изгнании до самой смерти в апреле 1990 года. В этот период он перевёл на арабский язык произведения крупных российских писателей, таких как Горький, Достоевский, Пушкин, Чехов.
Особенно замечательно и, возможно, уникально в иракском контексте то, что все романы Фармана были изданы, когда он находился вдали от родины, живя в СССР (с 1960 по 1990 годы). Некоторые критики утверждают, что до сих пор никто из иракских прозаиков не сравнился с Фарманом в яркости, подробности и реалистичности изображения исторической эпохи, изображённой в его романах.
Похоронен в Москве на Троекуровском кладбище (2 уч.).

## Признание
- 16 декабря 1967 года Г. Т. Фарман награждён государственной наградой СССР — орденом «Знак Почёта».

- 22 сентября 2017 года, в день рождения писателя, во Всероссийской государственной библиотеке иностранной литературы имени М. И. Рудомино при финансовой поддержке литературных переводчиков А. Хабы и Хайри Аль-Дамена открыт мемориальный бюст Г. Т. Фармана.
- В 2018 году мемориальный бюст Г. Т. Фармана открыт в Союзе писателей Ирака.